# Bollstabruk
Bollstabruk (inoffiziell auch Bollsta) ist ein Ort (tätort) in der schwedischen Provinz Västernorrlands län, in der historischen Provinz (landskap) Ångermanland.

## Lage
Bollstabruk gehört zur Gemeinde Kramfors und innerhalb dieser seit 1. Januar 2016 zum Distrikt Ytterlännäs, benannt nach dem wenig nordöstlich gelegenen ursprünglichen Kirchdorf, sowie im südlichen Teil des Ortes (Väja) zum Distrikt Gudmundrå, nach der am Südrand von Kramfors gelegenen Kirche dieses Namens. Der Ort ist mit fast 1900 Einwohnern die zweitgrößte Ortschaft der Gemeinde. Er liegt gut 40 km Luftlinie nordnordwestlich der Provinzhauptstadt Härnösand und etwa 10 km nordwestlich von Kramfors. Der Ort befindet sich am nordwestlichen Ende des Bollstafjärden, einer etwa 5 km langen Ausbuchtung der Trichtermündung des Ångermanälven in die Bottensee. In die Bucht mündet dort das namensgebende Flüsschen Bollstaån.
Durch Bollstabruk verläuft die Reichsstraße 90, die dem Ångermanälven von der Europastraße 4 (Europaväg 4) bei Utansjö nahe der Mündung aufwärts bis Meselefors in Lappland an der Europastraße 45 (Europaväg 45) folgt.
Im Ort gab es die Bahnhöfe Bollstabruk und Dynäs (beim Ortsteil Väja) an der Ådalsbahn (Ådalsbanan), die Sundsvall mit Långsele verbindet. Seit der umfassenden Rekonstruktion der Strecke bis 2012, unter anderem mit neuer Streckenführung nördlich von Bollstabruk durch den 2411 m langen Snarabergstunnel und Stilllegung der alten Strecke entlang der Nordseite des Bollstafjärden, wurde der Personenverkehr an beiden Stationen jedoch aufgegeben. Daher sind nun die nächstgelegenen Personenbahnhöfe Kramfors und die 7 km nordöstlich gelegene Station Västeraspby, bei der die 2010 eröffnete neue Botniabahn (Botniabanan) nach Umeå beginnt.
Unweit von Västeraspby befindet sich der Regionalflughafen Höga Kusten Airport (früher auch Flughafen Kramfors-Sollefteå).

## Geschichte
Bollstabruk geht auf ein Eisenwerk zurück, das ab den 1730er-Jahren an der Mündung des Bollstaån errichtet wurde. Pläne dafür gab es bereits Ende des 17. Jahrhunderts; diese wurden jedoch zunächst nicht verwirklicht. Ab Mitte des 19. Jahrhunderts entstanden um das Eisenwerk Einrichtungen der Holzwirtschaft, wie ein Sägewerk. Das Eisenwerk wurde später geschlossen – der letzte Hochofen wurde 1899 außer Betrieb genommen, aber das Sägewerk existiert bis heute im Bestand der Svenska Cellulosa AB.
Seit 1965 zählt das etwa drei Kilometer südöstlich der Ortsmitte in Richtung Kramfors gelegene Väja zum Tätort. Väja war als Fabriksiedlung um eine 1914–1919 auf Grundlage eines dort seit 1884 existierenden Sägewerkes bei der Bahnstation Dynäs errichtete Papierfabrik entstanden. Durch das Zusammenwachsen der Orte stieg die Einwohnerzahl von Bollstabruk 1965 auf mehr als das Doppelte, zu dem Zeitpunkt noch 3399. Die Papierfabrik, seit 2000 vom Mondi-Konzern kontrolliert, ist bis heute einer der größten Arbeitgeber der Gemeinde Kramfors.
Administrativ gehörte Bollstabruk zunächst zum Kirchspiel Ytterlännäs socken und der spätere Ortsteil Väja zu Gudmundrå socken. Aus diesen gingen 1862 die gleichnamigen Landgemeinden (landskommun) hervor. Gudmundrå ging bereits 1947 in der Stadtgemeinde Kramfors auf, die 1971 Teil der neu gebildeten heutigen Gemeinde (kommun) wurde, während Ytterlännäs 1971 noch in eine eigenständige Gemeinde umgewandelt wurde und erst 1. Januar 1974 in der Gemeinde Kramfors aufging.

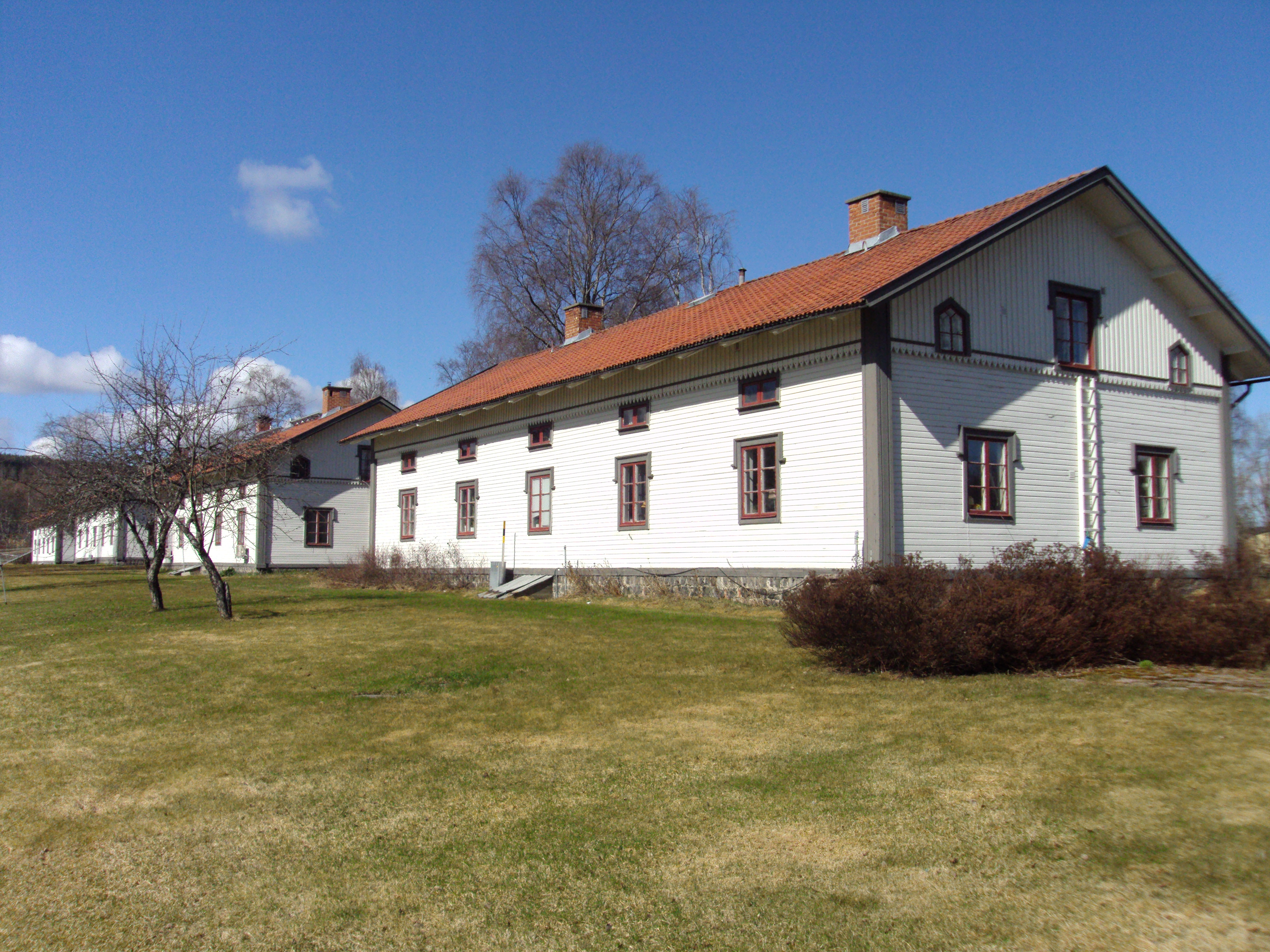
Arbeitersiedlung Kejsarstaden
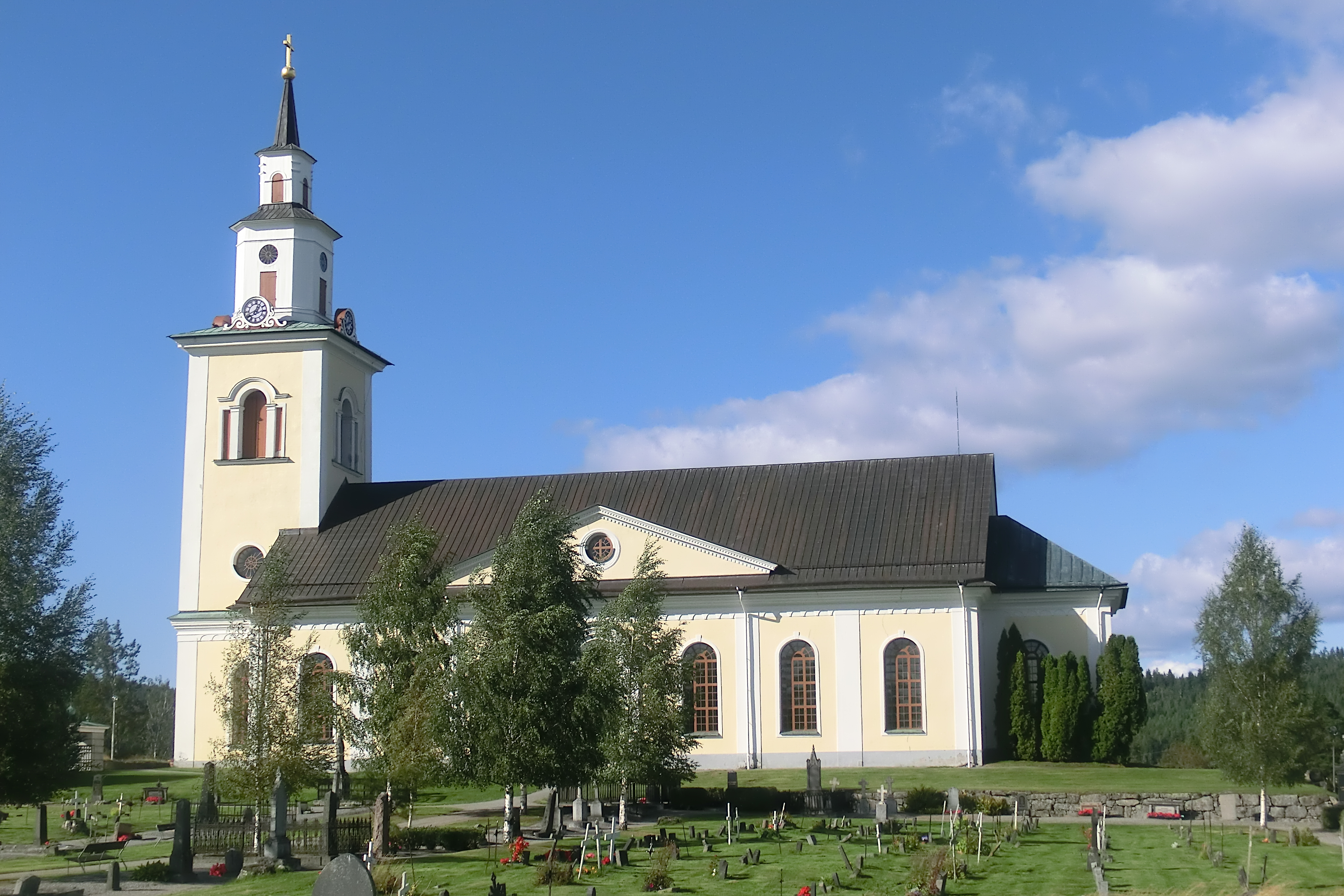
Die (neue) Ytterlännäs-Kirche bei Bollstabruk
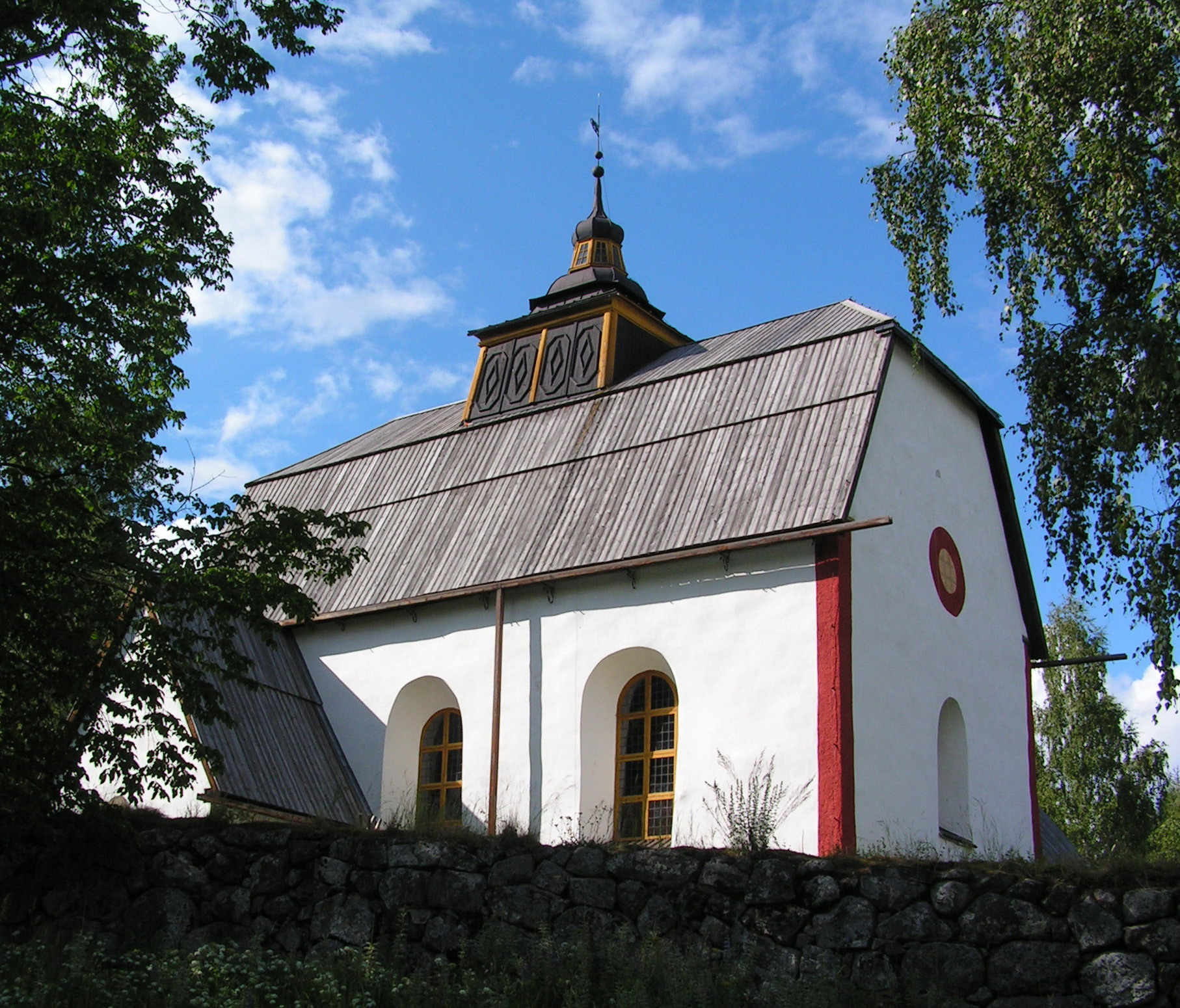
Die alte Ytterlännäs-Kirche
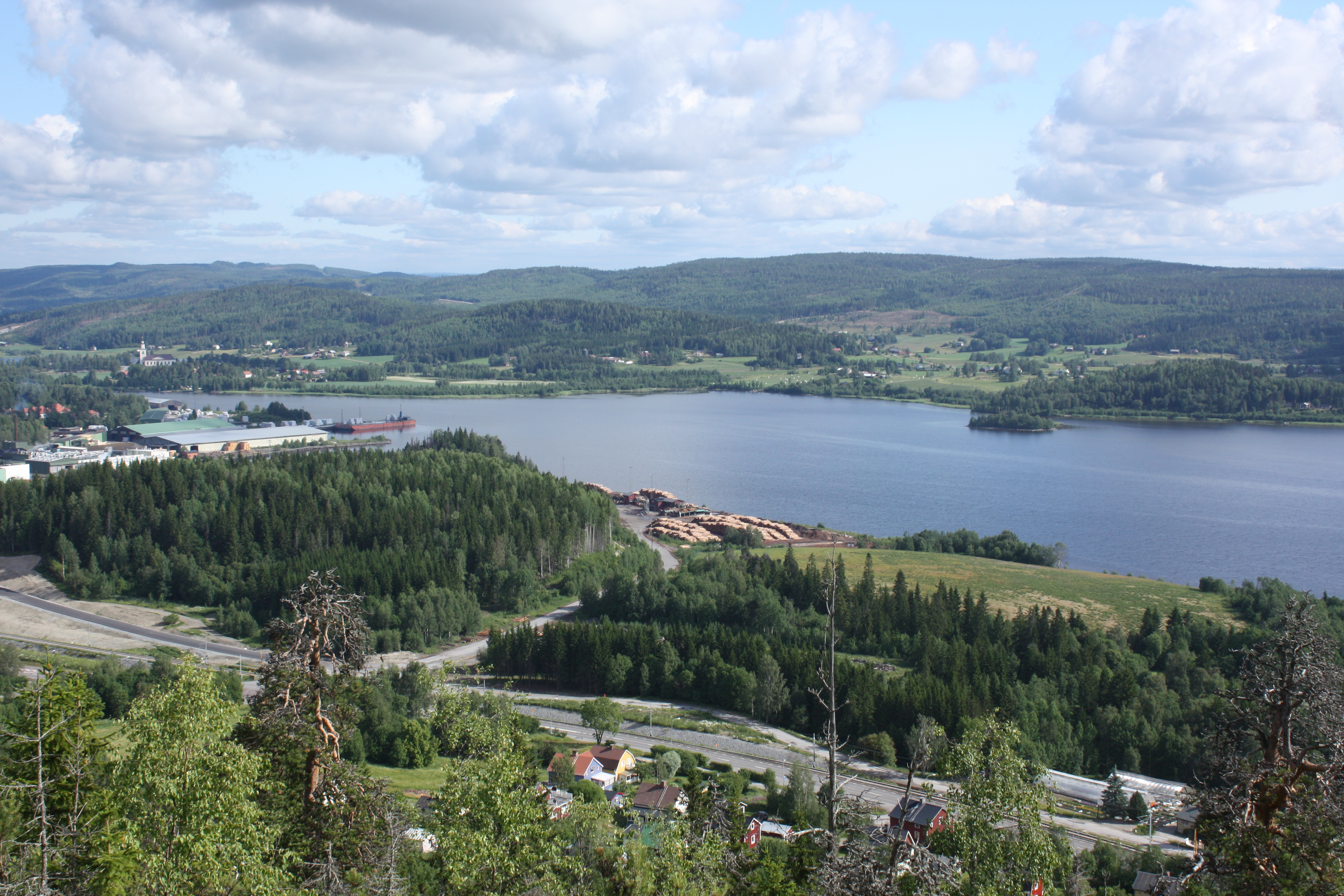
Nordwestliches Ende des Bollstafjärden, links der Hafen Bollstabruk und die Ytterlännäs-Kirche
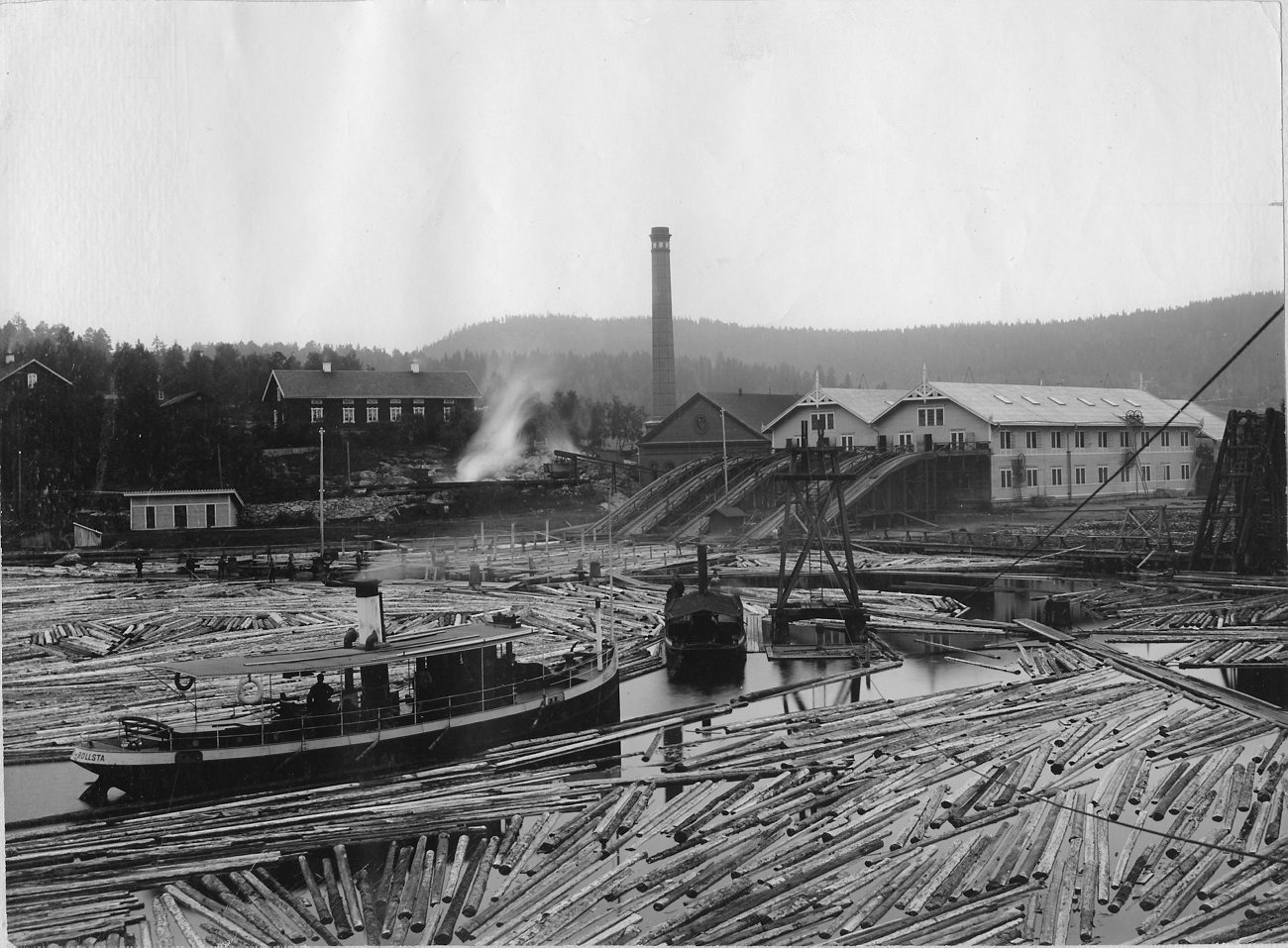
Sägewerk Bollstabruk 1898
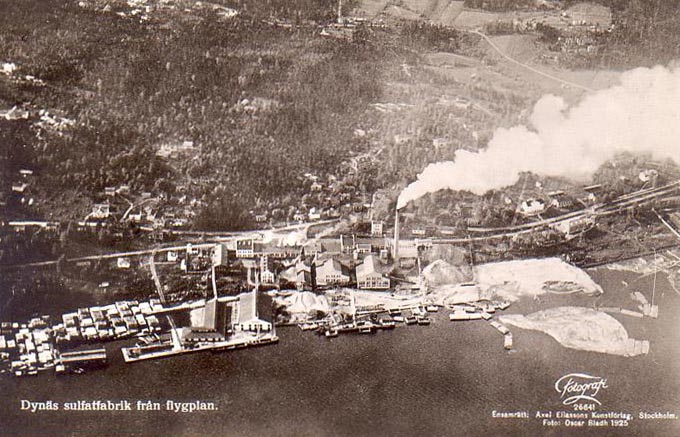
Papierfabrik Dynäs 1925

## Sehenswürdigkeiten
In Bollstabruk befindet sich eine zwischen 1887 und 1894 errichtete Siedlung von Arbeiterwohnhäusern, bezeichnet als Kejsarstaden. Das Gebiet ist als geschütztes Kulturgut mit dem Status Reichsinteresse deklariert. Erhalten sind auch das 1738 errichtete, allerdings vielfach umgebaute frühere Herrenhaus des Eisenwerkes sowie Teile des Werkes.
Wenig nördlich von Bollstabruk liegt die zwischen 1848 und 1854 näher zur damals schon bedeutenden Werkssiedlung errichtete (neue) Ytterlännäs-Kirche. Die alte Kirche (Ytterlännäs gamla kyrka), deren älteste Teile aus dem 13. Jahrhundert stammen, liegt gut einen Kilometer weiter östlich in Richtung Nyland, und ist vollständig erhalten, was für vorrangig im 19. Jahrhundert durch neue Gebäude ersetzte Kirchen in Nordschweden eher untypisch ist.

## Sport
Der Sportverein des Ortes heißt Bollsta IK. Dessen Frauenfußballmannschaft spielte in der Saison 1978/79 in der höchsten schwedischen Spielklasse (Vorgänger der Damallsvenskan); in der Mannschaft begann beispielsweise Ulla-Karin Rönnlund ihre Karriere.

## Söhne und Töchter des Ortes
- Sven-Erik Westerberg (1925–1959), Fußballspieler